# دهستان آبگرم (سرعین)
دهستان آبگرم  • نام های دیگر دهستان آبگرم :آبگرمآباده ، آبگرمیه ، آبدرمان ، آبدرمانیه ، آبگرمده ، آبگرممیبد ، • نام دهستانی در بخش مرکزی شهرستان سرعین، استان اردبیل در ایران است. براساس سرشماری مرکز آمار ایران در سال ۱۳۹۵، جمعیت آن ۳۸۲۵ نفر (در ۱۱۳۴ خانوار) بوده‌است.